# 紅の夢
紅の夢（くれないのゆめ）は、果肉の赤いリンゴの品種である。1994年より弘前大学の農学生命科学部附属生物共生教育研究センター藤崎農場にて紅玉にスターキングデリシャスを交配させる育種研究を行っていたところ、偶然にも園内にあるエターズゴールドの台木に使われていた無名品種との自然交雑によって作出され、2010年に品種登録された青森県の特産品である。
2010年、本品種のDNA解析をしたところ、父品種がスターキングデリシャスでないことが判明した。そこで果樹園内のリンゴ果樹を調査したところエターズゴールドとされる木が父品種と同定された。しかし本来のエターズゴールドは果肉が黄色いことを特徴とすることから、エターズゴールドとされる果樹は枯れて台木が生長した無名の品種となっていると推定した。よって父品種の名称は不詳のままとなっている。
平川市内の加工業者の協力を得て開発した試作品を平川市立碇ヶ関中学校の給食にて試食会を行ったところ、好評を得ることができた。
2013年8月30日、平川市内の農家から協力をえて栽培実証園が開園した。
東京にあるレストランのシェフ山本秀正、原田慎次らから協力を得て、紅の夢を用いた特別料理を宣伝活動「青森りんごマルシェ」にて提供し、及活動をはじめる。